# Marine estonienne
 (février 2025).
La marine estonienne (estonien : Eesti Merevägi) est la force navale unifiée des forces armées estoniennes.
Avec seulement quatre navires mis en service et un déplacement de moins de 10,000 tonnes, la marine estonienne est l'une des plus petites marines du monde. Le préfixe du navire est EML (Eesti Mereväe Laev/Navire de la marine estonienne). La marine estonienne a été considérablement réduite depuis la seconde moitié de la décennie, principalement en raison d'un entretien insuffisant, du manque de financement et de la formation du personnel et du non remplacement rapide de l'équipement. Une autre raison possible pourrait être attribuée au manque de stratégie de politique de défense maritime de l'Estonie, car la marine actuelle ne possède pas un seul navire de guerre traditionnel qui pourrait effectuer des opérations défensives ou offensives, ni des capacités de défense côtière et des opérations de débarquement maritime le long de ses eaux territoriales longues et riches en îles. La marine estonienne a participé à de nombreuses reprises aux exercices navals conjoints de l'OTAN.

## Historique

### Entre-deux-guerres

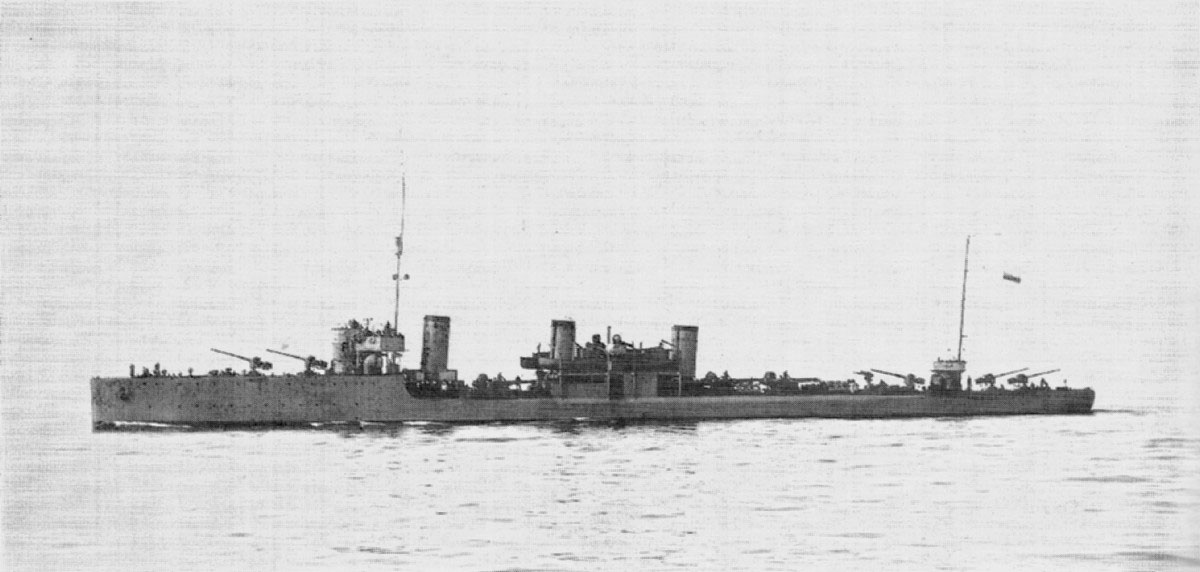
Le destroyer estonien Lennuk en 1924

La marine estonienne a été fondée le 21 novembre 1918. Sa fondation et son développement dépendent grandement de la Royal Navy qui a opéré dans le golfe de Finlande en tant qu'alliée de l'Estonie pendant la guerre d'indépendance de l'Estonie. Les premiers navires de guerre de la marine estonienne furent les destroyers Lennuk et Wambola qui furent des dons de la Royal Navy britannique après leur capture à la flotte de la Baltique en 1919.

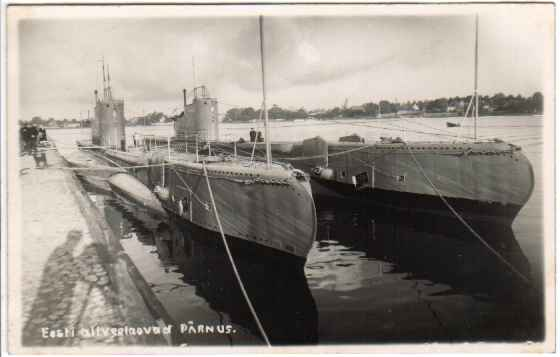
Les sous-marins estoniens Kalev et Lembit pendant l'entre-deux-guerres

Le Meredessantpataljon (en) était l'infanterie marine et bataillon de débarquement naval des forces de défense estoniennes relevant de la marine estonienne. Ce bataillon fut créé lors de la guerre d'indépendance à partir des équipages des navires de guerre de surface estoniens et était basé à Tallinn. Il fut dissout en 1919.
La marine eut à sa disposition les batteries côtières que l'Empire russe avait commencé à construire en Estonie à la fin du XIXe siècle, celle-ci ayant été annexée à l'empire après la Grande Guerre du Nord en 1721. Tallinn, ayant été historiquement un important centre commercial entre l'Est et l'Ouest, était devenu l'une des principales bases navales de la flotte impériale russe de la Baltique. Un réseau de défense côtière systématique et des installations de canons navals ont été commandés, et les travaux de construction ont commencé à la fin des années 1890.
Pendant la guerre d'indépendance estonienne et après le traité de Tartu, la marine estonienne a commencé à reconstruire et à développer le réseau de défense côtière. De 1918 à 1940, l'Estonie a investi des millions de couronnes dans la rénovation et le développement de la défense côtière. En 1939, les batteries côtières représentaient une force navale considérable et étaient considérées parmi les forces d'élite de la marine estonienne. Pendant la Seconde Guerre mondiale et plus tard durant l'occupation des pays baltes par les soviétiques lignes de défense côtières et fortifications ont été abandonnées.

### Après restauration de l'indépendance

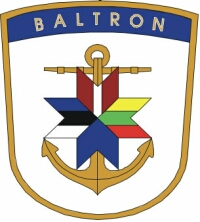
Insigne du BALTRON

En 1998, le Baltic Naval Squadron (BALTRON) a été inauguré. La responsabilité principale de BALTRON est d'améliorer la coopération entre les Pays baltes dans les domaines de la défense et de la sécurité navales. La disponibilité constante à fournir des unités aux opérations dirigées par l'OTAN est assurée par le BALTRON.
Chaque État balte nomme un ou deux navires au BALTRON pour certaines périodes et des membres du personnel pour un an. Le service au BALTRON offre aux équipages et aux officiers d'état-major une excellente opportunité de servir dans un environnement international et d'acquérir une précieuse expérience en matière de contre-mesures contre les mines. L'Estonie fournit au BALTRON des installations à terre pour le personnel. Depuis 1995, les navires de la marine estonienne ont participé à la plupart des principaux exercices et opérations internationaux menés en mer Baltique.

### XXIesiècle
De mai 2005 à mars 2006, l'EML Admiral Pitka a été désigné comme le commandement et le soutien des navires du Standing NATO Mine Countermeasures Group 1 qui fait partie de la Force de réaction de l'OTAN (NRF)  .  Le Pitka a été le premier navire des marines de la Baltique à faire partie de la force. Le SNMCMG1 est également l'un des principaux partenaires de l'OTAN pour la marine estonienne.

## Organisation

### Forces opérationnelles
La priorité absolue de la marine estonienne est le développement d'une capacité de lutte contre les mines qui est également l'une des responsabilités de la Marine en temps de paix : pendant la Première Guerre mondiale et la Seconde Guerre mondiale, plus de 80 000 mines ont été posées en mer Baltique. Depuis 1995, un certain nombre d'opérations de déminage ont été menées dans les eaux estoniennes par la flottille de déminage de la marine estonienne (en) en étroite coopération avec d'autres marines de la région de la mer Baltique afin de trouver et d'éliminer des munitions et de contribuer à la sécurité de la navigation maritime .
La marine estonienne utilise un petit nombre de navires et de systèmes d'armes différents. Depuis la restauration des Forces armées estoniennes le 3 septembre 1991 et de la Marine estonienne le 1er juillet 1993, la force navale s'est considérablement développée. Le commandant des Forces de défense navale estoniennes de l'époque, le commodore Roland Leit, a été interviewé par le Jane's Defence Weekly le 9 juillet 1994. Lorsque la marine soviétique a quitté la base navale de Tallinn, elle a saboté les installations et sabordé environ 10 de leurs navires dans le port. À leur arrivée en 1939, ils avaient repris en bon état nos installations portuaires. 
Bien que le nettoyage de l'héritage soviétique et la reconstruction des infrastructures militaires aient retiré la majeure partie des ressources du budget de la défense à la Marine, l'armement et l'équipement se sont considérablement améliorés.

### Commandants
Les commandants de la marine estonienne depuis sa réorganisation sont:
- De 1994 à 1998: Roland Leit
- De 1998 à 2003: Jaan Kapp
- De 2003 à 2007: Ahti Piirimägi et Peeter Ivask (en alternance)
- Du 21 novembre 2007 au 22 juillet 2012: Igor Schvede (de)
- Du 23 juillet 2012 au 23 novembre 2016: Sten Sepper
- Depuis le 1er février 2017: Jüri Saska (de)

### Navires

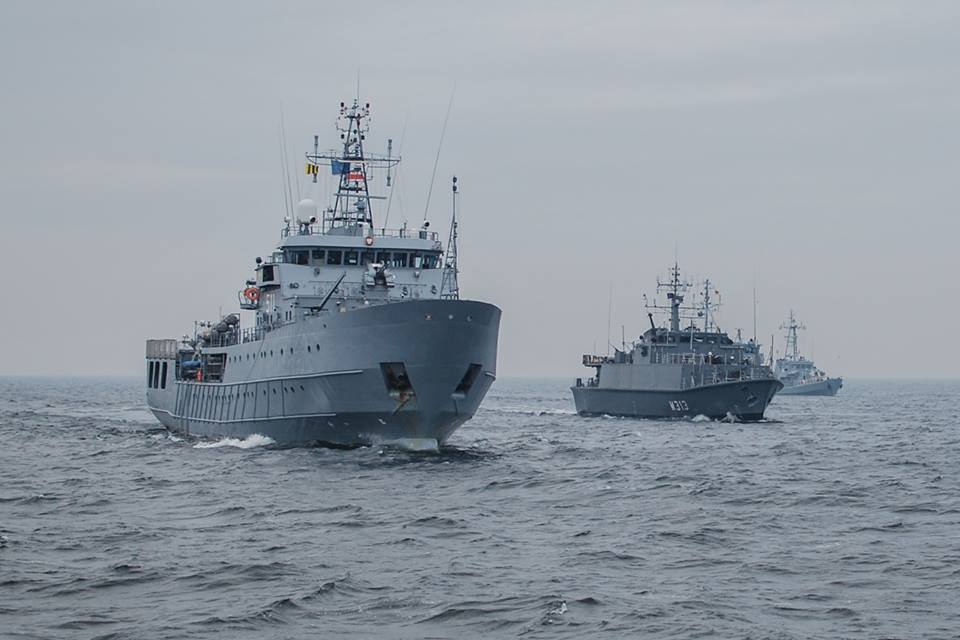
Le chasseur de mines EML Admiral Cowan M313 (au milieu) durant un exercice international en 2013

Bien que les Forces de défense estoniennes disposent d'une sélection relativement restreinte de navires de guerre, elle possède toujours une variété de différents navires de combat légers, de patrouilleurs côtiers et de navires de soutien. Les premières unités qui sont entrées en service dans la marine estonienne restaurée en 1993 étaient principalement des mouilleurs de mines et des chasseurs de mines d'origine allemande. Au cours des 15 dernières années, le soutien logistique de la Marine a augmenté d'année en année. La plupart des navires de la marine moderne ont été reçus à titre d'aide étrangère ou achetés à l'Allemagne, à la Finlande, au Royaume-Uni et au Danemark. En 2006, l' Estonie a acheté trois chasseurs de mines de classe Sandown du Royaume-Uni pour améliorer ses capacités de chasse aux mines .
En 2012, la marine estonienne a reçu un ancien navire de l'Estonian Maritime Administration (en), l' EVA-321 qui a été renommé Lood (A530) et est devenu un navire de soutien à la plongée. 
En septembre 2013, il a été signalé que la marine estonienne souhaitait acquérir le mouilleur de mines finlandais Pohjanmaa, construit en 1979, qui avait été déclassé par la marine finlandaise et mis en vente. Cependant cet achat a échoué et en mars 2016, une société d'État finlandaise (Meritaito) a acquis le navire.
En juillet 2018, il a été signalé que trois chasseurs de mines de la classe Sandown devaient être modernisés entre 2018 et 2019. La modernisation comprendrait des améliorations dans les capacités de déminage et de surveillance maritime. 
En avril 2020, le ministère de la Défense a annoncé qu'il achèterait deux bateaux de patrouille de protection. Les bateaux seraient fabriqués par Baltic Workboats et entreraient en service en 2021 et seraient utilisés pour la surveillance  en mer et la protection des ports, et pourraient également fournir un soutien à d'autres organismes, y compris le Politsei- ja Piirivalveamet.
En 2025, le chasseur de mines EML Sakala (M314) participe, avec d'autres bâtiments de l'OTAN, à la surveillance de la Baltique afin d'éviter le sabotage des câbles sous-marins Estlink.

### Ports et bases
La Marine a exploité plusieurs bases navales et ports de guerre, dont la plupart se trouvaient sur la côte ouest et sur les îles. Jusqu'en 1939, il y avait plus de dix ports de guerre et bases navales comme Aegna, Paldiski, Virtsu, Rohuküla, Mõntu, Kuressaare, Kõiguste (en), Papissaare poolsaar, Jaagurahu, Tagalaht, Küdema, Sõru, Kärdla, Kallaste, Mustvee et Tallinn.
Actuellement, il ne reste plus que le port militaire de Miinisadam, situé au nord de Tallinn, qui sert de siège à la marine et de base pour sa flotte.

## Flotte actuelle
| Classe                                       | Image | Type              | Navire                                  | Déplacement | Notes                                                               |
| -------------------------------------------- | ----- | ----------------- | --------------------------------------- | ----------- | ------------------------------------------------------------------- |
| Classe Lindormen Mouilleur de mines Danemark |       | Navire auxiliaire | EML Wambola (en)                        | 577 tonnes  | Acheté en 2006. Mis en service en 2016 pour remplacer l'EML Tasuja. |
| Classe Sandown Royaume-Uni                   |       | Chasseur de mines | EML Admiral Cowan EML Sakala EML Ugandi | 450 tonnes  | Achetés en 2006.                                                    |

## Modernisation
La modernisation de la flotte au début du XXIe siècle fut initiée dans le cadre de l'adhésion à l'OTAN, elle s'est limitée ces dernières années à des mesures de maintenance et à des investissements dans l'infrastructure. Le plan de développement de la défense pour les années 2013-2022 ne prévoyait que l'entretien et la modernisation de la division antimines (trois bateaux chasseurs de mines, un groupe de plongée et un navire auxiliaire). À partir de 2018, la modernisation des chasseurs de mines de la classe Sandown a commencé. Les travaux sur les trois navires se sont terminés fin 2019. La base navale de Miinisadam avait déjà été modernisée au préalable, de sorte que les conditions de vie et d'entraînement de tous les soldats répondent aux normes de l'OTAN.
Dans le plan actuel de développement de la défense pour les années 2017-2026, seul une modernisation supplémentaire dans le domaine de la lutte contre les mines est prévue pour la marine. Cependant, en avril 2020, l'achat de deux nouveaux bateaux de patrouille provenant de la production nationale est annoncé. L'État prévoit ce contrat d'une valeur de 3,9 millions d'euros comme une mesure de stimulation pour l'économie nationale touchée par la pandémie du COVID-19.

### Navires commandés
| Nom        | Pays    | Classe              | Type         | Construction | Mise en service | Observations |
| ---------- | ------- | ------------------- | ------------ | ------------ | --------------- | --- |
| P01 Roland | Estonie | Classe Patrol 18 WP | Patrouilleur | 2020–2021    | prévu en 2021   | Bateau de 18 m de long en aluminium marin équipé partiellement de protections balistiques ainsi que de deux à trois mitrailleuses téléopérées de 12,7mm. |
| P02 Risto  | Estonie | Classe Patrol 18 WP | Patrouilleur | 2020–2021    | prévu en 2021   | Bateau de 18 m de long en aluminium marin équipé partiellement de protections balistiques ainsi que de deux à trois mitrailleuses téléopérées de 12,7mm. |